# South Pasadena (Kalifornia)
South Pasadena, Południowa Pasadena – miasto w Stanach Zjednoczonych, w hrabstwie Los Angeles w stanie Kalifornia, ma około 24 tys. mieszkańców.
Na ulicach Południowej Pasadeny kręcono wiele filmów, m.in. Przeminęło z wiatrem, Powrót do przyszłości i Bruce Wszechmogący.